# 周芷若
周芷若，是香港小說家金庸創作的武俠小說《倚天屠龍記》中的女主角之一。容顏秀麗，漢水船夫遺女、峨嵋派滅絕師太的徒弟，為金庸小說中武功绝顶的高手之一。
周芷若幼時與张无忌相識，後被张三丰送至峨嵋派，長大後在「六大派圍攻光明頂」一役與張無忌重遇，並暗生情愫。滅絕師太死後接任峨嵋派第四代掌門。後在「屠獅大會」中，由于張無忌心懷愧疚，沒有全力出手，周芷若憑藉著《九陰真經》中的武功「九陰白骨爪」和「白蟒鞭法」，獲得「武功天下第一」的稱號。

## 生平

### 幼年時期
漢水船夫的遺女（舊版為明教周子旺之女），母親薛氏，在周芷若年幼時便逝世。幼時父親周氏遭元兵殺害，偶遇張三丰相救，在張三丰詢問下得知姓名由來，因姓周，並生於沅州（取屈原「沅有芷兮澧有蘭」），故給取名為周芷若。與少年張無忌在漢水舟中邂逅，並對張無忌有餵飯之恩，後來被張三丰引薦至峨嵋派滅絕師太門下，遂成為峨嵋派弟子。

### 少年時期
十八歲時，隨師父滅絕師太與一眾師姊遠征西域崑崙山上的光明頂，欲把被視為邪魔外道的明教剷除，期間與張無忌重逢。在「六大派圍攻光明頂」一役，滅絕師太對張無忌一戰中，因張無忌憚於倚天劍鋒利，又被峨嵋派弟子圍攻，多次使用「空手奪白刃」空手奪取峨嵋派門下長劍與倚天劍對碰，滅絕師太見張無忌不奪周芷若長劍（是報周芷若在華山派時指點之德。第二版則是張無忌報答周芷若在他受到華山高矮老者的｢反兩儀刀法｣與崑崙派何太冲與班淑嫻｢正兩儀劍法｣圍攻時，故意以內力出聲指點關鍵在腳步是按八卦的排列而行；張無忌在領悟之後進而用乾坤大挪移使四人互相對砍，進而大敗四大高手。），甚至為避免周芷若被滅絕師太刺傷而將抱起，在抱着周芷若時還將滅絕師太手上倚天劍奪來，其後把倚天劍交給周芷若，讓她轉交滅絕師太，滅絕師太猜疑二人之間存有情誼，遂嚴命周芷若用倚天劍殺死張無忌，但是由於周芷若內心對張無忌存有愛意，所以手下留情故意刺偏，從此更刻骨銘心的愛上張無忌。

### 接任峨嵋
周芷若與滅絕師太，被趙敏手下以十香軟筋散下毒並捉至萬安寺，後被明教營救，滅絕師太不願領明教這個情，死前將掌門之位傳給周芷若並逼周芷若立下毒誓，不得與張無忌互相愛慕或結婚，然後要她以色相偷盜屠龍刀，並把屠龍刀和倚天劍互砍，以獲取祖師父母郭靖、黃蓉所藏在刀劍內的兵書和武功秘籍（即九陰真經、降龍十八掌精義和武穆遺書），籍此完成師父心願，光大峨嵋和郭靖夫婦及祖師郭襄驅逐蒙古人，恢復漢家天下遺志。這是周芷若性格轉變的關鍵點，此後周芷若為報殺師之仇、取得倚天劍和屠龍刀內的秘籍，並切斷張無忌和明教反元大業之敵趙敏的關係，於是偷盜屠龍刀暗傷謝遜嫁禍趙敏；更因心生嫉妒，欲佔有張無忌，並對與張無忌有婚姻之約的殷離痛下殺手。
此後周芷若在張無忌義父謝遜撮合下訂有婚姻之約，後來在成婚之際卻突生變故：當張無忌與周芷若張燈結綵，舉行婚禮之際，趙敏突然出現，拿出被囚禁的謝遜的一縷頭髮，終使張無忌為求謝遜下落捨周芷若而去，面目無光的周芷若遂與張無忌正式決裂，回到峨嵋專心習武，以九陰白骨爪打敗企圖爭奪掌門之位的師姐丁敏君，正式全面掌控峨嵋派，矢志完成師父遺願光大峨嵋，並企圖對張無忌進行報復。

### 屠獅大會
利用背叛武當走投無路又狂戀自己的宋青書，授其九陰白骨爪擔任峨嵋派在屠獅大會上的打手，更對外宣稱自己是宋夫人，但其實周芷若對宋青書並無好感，兩人也从未成亲，稱已婚只是周芷若對張無忌賭氣的舉動而已。
屠獅大會時，由于張無忌出手相让，她以九陰真經速成之法上的武功贏得「武功天下第一」的稱號，再與張無忌並肩攻打少林金剛伏魔圈。趁亂欲杀張無忌义父谢逊，意图掩盖自己之前盗取刀剑、杀人嫁祸的行为，后被杨过后人黄衫女子用“摧堅神爪”打败。

### 大结局
周芷若结局二度修改，在读者眼中两极分化。
连载版结局中，她被张三丰训斥后决心出家为尼，把掌门指环交给张无忌。自此长伴古佛，不问世事。
三联版结局中，她在赵敏和张无忌谈话中突然在窗外出现，提醒已答允她一件事，大约要到他们结婚的时候才要透露。
到了新修版结局，周芷若向张无忌提出一个要求：不能與趙敏拜堂。張無忌雖感困惑，但答應了周芷若的請求，並表示自己即使不和趙敏拜堂，也會一樣做夫妻，生娃娃。周回應「你們儘管做夫妻、生娃娃，過得十年八年，你心就只會想着我，就只捨不得我，這就夠了。」

## 性情
周芷若的性情發展過程可分為前期與後期。中間的分界點應該以靈蛇島的大變身為界。前期的周芷若善良溫柔，而且嫻雅得體。她在與峨嵋眾人攻打光明頂時，並非與滅絕一樣都帶著除惡的心態，她認為善惡不是這樣區分的。這點和當年的紀曉芙相同。周芷若在未認出張無忌時，她對張無忌與蛛兒即已有禮且客氣。不像丁敏君與滅絕師太等人，不是趾高氣昂，就是仗著武功囂張行事或感情用事。
後期的周芷若轉變很大，幾乎是一百八十度大轉變，竟成了一個不在乎人命的女魔頭。這樣的轉變，一方面是滅絕師太的遺命壓力，另一方面是因愛生恨。滅絕師太的遺命，是要周芷若取出倚天劍與屠龍刀中的秘笈和兵書，光大峨嵋，並將蒙古人逐出中原，以及不准周芷若與張無忌有任何感情結果。滅絕師太最絕的是要周芷若立誓，如有違誓言已過世的父母親在九泉之下將不得安穩，師父滅絕師太在死後也將化為厲鬼日夜侵擾自己。此舉不僅給周芷若的心理帶來壓迫與威脅，更會使她心靈產生不協調的思考。周芷若一方面因為愛慕張無忌而違背師父遺命，決定與張無忌結婚；另一方面又受到滅絕師太遺言的威脅與壓力，使得周芷若做出一些違背本心之事。
而到了结局，周芷若恢復了善良的本性，她對張無忌说，她自始至終，都只愛著張無忌。

## 武功

### 九陰白骨爪
九陰真經的上乘武功，受到此招數攻擊的死者，頭上會出現五個孔洞。連張無忌都數度認為當世唯有自己能與周芷若的九陰白骨爪抗衡。

### 白蟒鞭法
使用長鞭，舞動自如，威力無窮，周芷若在屠獅大會上以此鞭法，打敗多名武林高手。

### 峨嵋劍法
乃峨嵋開山祖師郭襄所創，守多於攻。

### 金頂綿掌
著重於速度，周芷若曾傳授此掌法於宋青書。

### 截手九式
第三式，分一實一虛的掌力，引開敵人的護體內功。周芷若曾在「屠獅大會」在與張無忌對戰時，將張無忌打得身受重傷。

### 峨嵋九陽功
峨嵋派開山祖師郭襄默記覺遠大師死前口頌的《九陽真經》而創立的內功心法，並成為鎮派之寶。滅絕師太曾傳授周芷若，並曾用來與殷離交手。

## 影视形象

### 電視劇
- 赵雅芝：香港無綫電視《倚天屠龍記》（1978年）
- 喻可欣：台灣台視《倚天屠龍記》（1984年）
- 邓萃雯：香港無綫電視《倚天屠龍記》（1986年）
- 周海媚：台灣台視《倚天屠龍記》（1994年）
- 佘诗曼：香港無綫電視《倚天屠龍記》（2001年）
- 高圆圆：中國亞環影音《倚天屠龍記》（2003年）
- 刘竞：中國華誼兄弟、華夏視聽聯合出品《倚天屠龍記》（2009年）
- 祝緒丹：中國華夏視聽、企鵝影視聯合出品《倚天屠龍記》（2019年）

### 電影
- 陈宝珠：《倚天屠龍記》（1963年，1965年）（第一及第二集），香港粵語長片，峨嵋電影公司
- 余安安：《倚天屠龍記》及《倚天屠龍記大結局》（1978年），邵氏公司
- 刘雪华：《魔劍屠龍》（1984年），邵氏公司
- 黎姿：《倚天屠龍記之魔教教主》（1993年），香港永盛電影公司
- 邱意濃：《倚天屠龍記之九陽神功》、《倚天屠龍記之聖火雄風》（2022年），星王朝

## 外部連結
| 前任： 第三代峨嵋派掌門 滅絕師太 | 第四代峨嵋派掌門 | 繼任： 第五代峨嵋派掌門 張無忌（舊版情節） |